# Edgar Georg Ulmer
Pour les articles homonymes, voir Ulmer.
Edgar Georg Ulmer est un réalisateur, scénariste, producteur et directeur de la photographie américain d'origine austro-hongroise né le 17 septembre 1904 à Olmütz (margraviat de Moravie, aujourd'hui en Tchéquie), mort le 30 septembre 1972 à Woodland Hills (Californie).

## Biographie

### Origines et formation

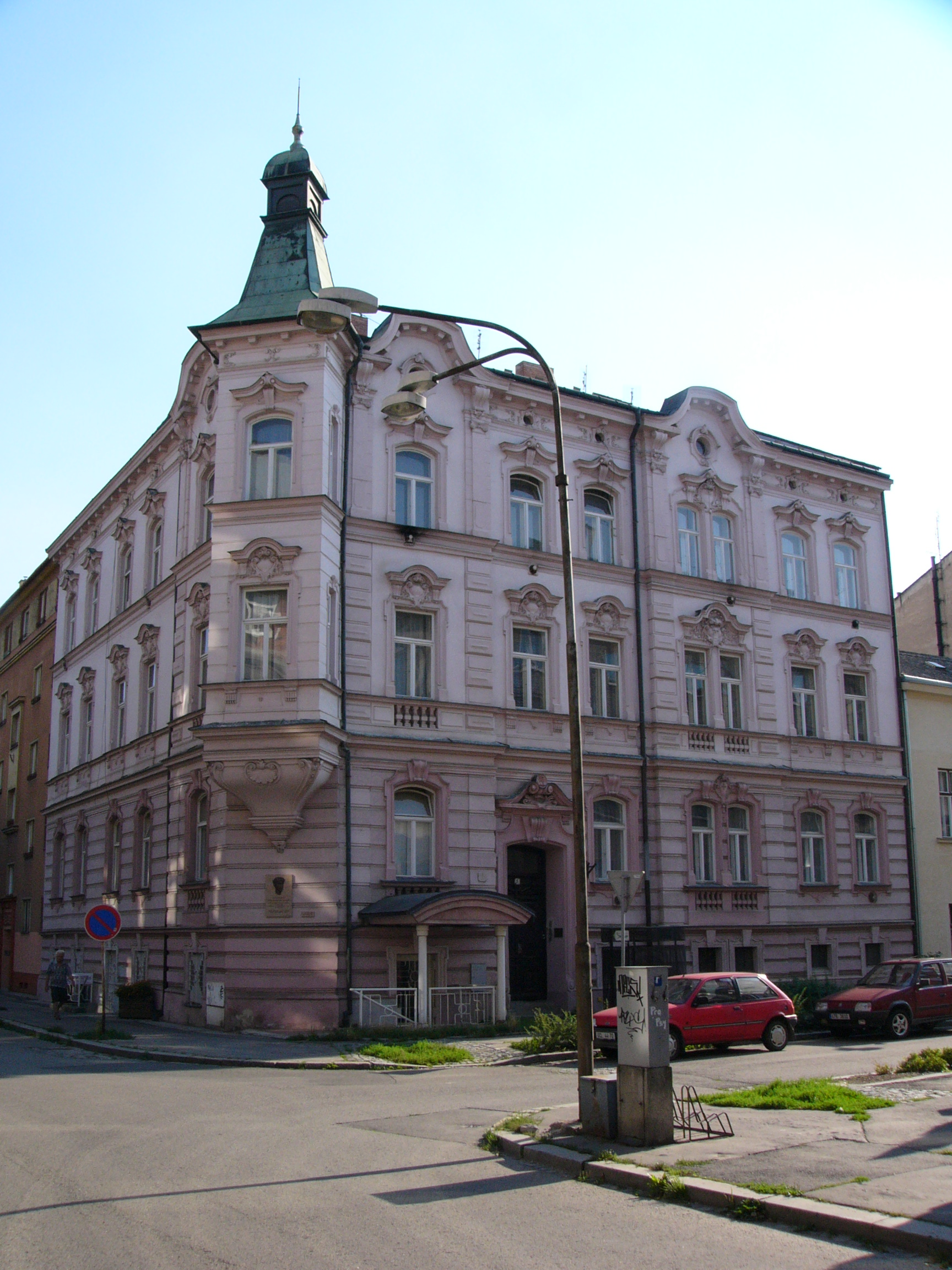
Maison natale d'Ulmer à Olomouc (Tchéquie).

Ulmer naît en 1904 à Olmütz (aujourd'hui Olomouc), alors dans l'Empire austro-hongrois. Il grandit à Vienne, où il travailla ensuite comme acteur de théâtre et décorateur alors qu'il étudiait l'architecture et la philosophie. Il fit des décors pour le théâtre de Max Reinhardt, puis assista Murnau et collabora avec Robert Siodmak, Billy Wilder, Fred Zinnemann, et Eugen Schüfftan, inventeur de l'effet Schüfftan. Il déclara avoir aussi travaillé sur Le Golem (Der Golem : Wie er in die Welt kam, 1920), Metropolis (1927) et M le maudit (M – Eine Stadt sucht einen Mörder, 1931), mais rien ne le prouve.

### Carrière
Ulmer arrive à Hollywood avec Murnau en 1926 pour l'assister sur L'Aurore (Sunrise, 1927). Dans un entretien avec Peter Bogdanovich, il rappelle également qu'il tourna deux courts westerns à cette période.
Le premier film qu'il réalise en Amérique, Le Grand Fléau (en) (Damaged Lives, 1933), est un film à sensations à petit budget, exposant les ravages des maladies vénériennes. Tourné à Hollywood, avec un passage médical fourni par l'American Social Hygiene Association, pour le Canadian Social Health Council. Son film suivant, Le Chat noir (The Black Cat, 1934), avec Béla Lugosi et Boris Karloff, fut produit par le studio Universal. Faisant preuve de l'expressivité visuelle qui sera la marque de fabrique d'Ulmer, le film est le plus grand succès de l'année pour le studio.
Ulmer entretient une liaison avec Shirley Alexander, la femme du producteur indépendant Max Alexander, neveu du dirigeant du studio Universal Carl Laemmle. Le divorce de Shirley Alexander et son remariage avec Ulmer écartent Ulmer des grands studios hollywoodiens. Ulmer ne réalisera plus que des séries B pour des maisons de productions marginales.
À la frange de l'industrie américaine du cinéma, Ulmer se spécialise alors d'abord dans les « films ethniques », notamment La Fille de Poltavka (Natalka Poltavka, 1937), Cossacks in Exile (1939) et les yiddish The Light Ahead (1939), Americaner Shadchen (1940). Le plus connu d'entre eux étant le Yiddish Les Vertes Prairies (en) (Green Fields, 1937), coréalisé avec Jacob Ben-Ami. Puis il se réfugie finalement dans la niche du mélodrame à petits budgets avec des scripts rudimentaires et des acteurs de la compagnie Producers Releasing Corporation (PRC). Le thriller qu'il réalisa pour eux, Détour (1945) lui valut des louanges pour cet exemplaire film noir fauché, et fut même sélectionné par la Bibliothèque du Congrès parmi le premier groupe de 100 films américains méritant un effort particulier de conservation. En 1947, Ulmer tourne Carnegie Hall avec l'aide du chef d'orchestre Fritz Reiner, parrain de sa fille, Arianne. Le film montre des interprétations de plusieurs grands noms de la musique classique dont Reiner, Jascha Heifetz, Arthur Rubinstein, Gregor Piatigorsky et Lily Pons. Ulmer put enfin tourner deux films aux budgets plus importants, Le Démon de la chair (The Strange Woman, 1946) et L'Impitoyable (Ruthless, 1948). Le premier, dans lequel se distingue particulièrement Hedy Lamarr, est considéré comme l'un de ses meilleurs films par la critique.
Il co-réalise avec Paolo Bianchini son dernier film, Sept contre la mort (Sette contro la morte, 1964), en Italie.

### Vie privée
Ulmer épouse Shirley Alexander après qu'elle a divorcé de Max Alexander : sa femme est scripte de quasiment tous ses films et participe également à quelques scénarios. Leur fille Arianne fait des apparitions sur des films comme The Light Ahead.

### Mort et hommage posthume
Ulmer meurt en 1972 à Woodland Hills après une attaque qui provoqua une paralysie vasculaire. En 2005, le chercheur Bernd Herzogenrath découvrit l'adresse de sa naissance à Olomouc. Une plaque commémorative fut inaugurée le 17 septembre 2006, à l'occasion de l’Ulmerfest 2006 — le premier colloque consacré à l'œuvre d'Ulmer.

## Filmographie

### Comme réalisateur
- 1926 : The Border Sheriff
- 1930 : Les Hommes le dimanche (Menschen am Sonntag) (assistant-réalisateur)
- 1933 : Le Grand Fléau (en) (Damaged Lives)
- 1933 : Mr. Broadway (non crédité)
- 1934 : Le Chat noir (The Black Cat)
- 1934 : Thunder Over Texas (en)
- 1935 : From Nine to Nine
- 1937 : La vida bohemia
- 1937 : La Fille de Poltavka (Natalka Poltavka)
- 1937 : Les Vertes Prairies (en) (Green Fields)
- 1938 : Yankel le forgeron (The Singing Blacksmith)
- 1939 : Let My People Live
- 1939 : Cossacks in Exile
- 1939 : The Light Ahead
- 1939 : Moon Over Harlem (en)
- 1940 : Goodbye, Mr. Germ
- 1940 : Cloud in the Sky
- 1940 : Americaner Shadchen
- 1941 : Another to Conquer
- 1942 : Prisoner of Japan
- 1942 : Demain nous vivrons (en) (Tomorrow We Live)
- 1943 : Mon fils, ce héros (My Son, the Hero)
- 1943 : Girls in Chains (en)
- 1943 : L'Île des péchés oubliés (Isle of Forgotten Sins)
- 1943 : Le Délire du jazz (en) (Jive Junction)
- 1944 : Barbe-Bleue (Bluebeard)
- 1945 : Au bord de l'abîme (en) (Strange Illusion)
- 1945 : Havana (Club Havana)
- 1945 : Détour (Detour)
- 1946 : La Femme de Monte-Cristo (The Wife of Monte Cristo)
- 1946 : Her Sister's Secret
- 1946 : Le Démon de la chair (The Strange Woman)
- 1947 : Carnegie Hall
- 1948 : L'Impitoyable (Ruthless)
- 1949 : Les Pirates de Capri (I Pirati di Capri)
- 1951 : L'Homme de la planète X (en) (The Man from Planet X)
- 1951 : St. Benny the Dip
- 1952 : Les Mille et Une Filles de Bagdad (Babes in Bagdad)
- 1954 : L'amante di Paride
- 1955 : Murder Is My Beat
- 1955 : Le Bandit (The Naked Dawn)
- 1957 : La Fille du Docteur Jekyll (Daughter of Dr. Jekyll)
- 1959 : The Naked Venus
- 1959 : Hannibal, réalisé avec Carlo Ludovico Bragaglia
- 1960 : Le Voyageur de l'espace (Beyond the Time Barrier)
- 1960 : L'Incroyable Homme invisible (The Amazing Transparent Man)
- 1961 : L'Atlantide (Antinea, l'amante della città sepolta)
- 1964 : Sept contre la mort (Sette contro la morte)

### Comme scénariste
- 1931 : Tabou (Tabu: A Story of the South Seas)
- 1933 : Le Grand Fléau (en) (Damaged Lives)
- 1939 : The Light Ahead
- 1943 : Corregidor
- 1943 : Mon fils, ce héros (My Son, the Hero)
- 1943 : Hitler's Madman
- 1943 : L'Île des péchés oubliés (Isle of Forgotten Sins)
- 1944 : Song of Russia
- 1946 : La Femme de Monte-Cristo (The Wife of Monte Cristo)
- 1946 : Le Démon de la chair (The Strange Woman)

### Comme producteur
- 1930 : Les Hommes le dimanche (Menschen am Sonntag)
- 1937 : Les Vertes Prairies (en) (Green Fields)
- 1939 : Moon Over Harlem (en)
- 1940 : Goodbye, Mr. Germ
- 1940 : Americaner Shadchen
- 1942 : Prisoner of Japan
- 1956 : Der Meineidbauer
- 1964 : Sept contre la mort (Sette contro la morte)

### Comme directeur de la photographie
- 1962 : The World's Greatest Sinner